# Праисторијско насеље Кучајна

Праисторијско насеље Кучајна је археолошко налазиште и налази се на подручју Бора у Борском округу у источној Србији.
Убраја се у непокретна културна добра у Србији. Према истраживањима сматра се да је настало у периоду од 5500. до 1000. године пре нове ере.